# Binnenelbe
Die Binnenelbe (von binnen (norddeutsch) = „innen“) ist nicht gleichzusetzen mit der Unterelbe, sondern laut der Bundesanstalt für Wasserbau der nicht tidebeeinflusste Bereich der Elbe von der Quelle bis zum Wehr Geesthacht bei km 585,9. Allerdings ist die Unterelbe von Geesthacht bis zur Kugelbake in Cuxhaven klassifiziert als Binnenwasserstraße.

## „Binnenelbe“ als Namensbestandteil
Als Namensbestandteil kommt Binnenelbe auch bei binnendeichs gelegenen Nebenarmen der Unterelbe vor:
- Borsteler Binnenelbe und Großes Brack (NSG)
- Haseldorfer Binnenelbe mit Elbvorland (NSG)